# قلات (شیراز)
قلات، روستایی تاریخی و گردشگری از توابع دهستان دراک واقع در بخش مرکزی، شهرستان شیراز در استان فارس ایران است. قلات در ۱۰ کیلومتری شمال غرب شیراز و در منطقه‌ای کوهپایه‌ای در کنار چشمه‌ای زیبا و در انبوهی از درختان و باغ‌های سرسبز قرار دارد.
قلات با داشتن باغ‌های سرسبز، طبیعت بی‌نظیر، چشمه‌های آب سرازیر از دل کوه‌ها، دره عمیق، درختان چندین هزار ساله و مفرح بودن آب و هوا یکی از مقاصد اصلی گردشگری در اطراف شیراز است. بافت مسکونی این روستای کوهستانی متمرکز بوده، خانه‌های روستای قلات غالباً از، سنگ، گچ و چوب، ساخته شده است.
کلیسایی به نام کلیسای تجلیل مسیح در این روستا توسط میسیونرهای مذهبی بین دو جنگ جهانی اول و دوم ایجاد شده است، قرار دارد. از آثار به‌جاماندهٔ دیگر حمامی است که پیرمردان قدیمی معتقدند سعدی در آن استحمام کرده که آن هم در آستانهٔ خراب شدن است.

## مردم‌شناسی
مردم این روستا با زندگی نیمه‌سنتی به کشاورزی، دامداری و باغداری و بعضی‌ها به کسب‌وکار و حرفهٔ گیوه‌بافی مشغول هستند.
گویش مردم این روستا بازماندهٔ فارسی میانهٔ جنوب غربی است.

## نگارخانه

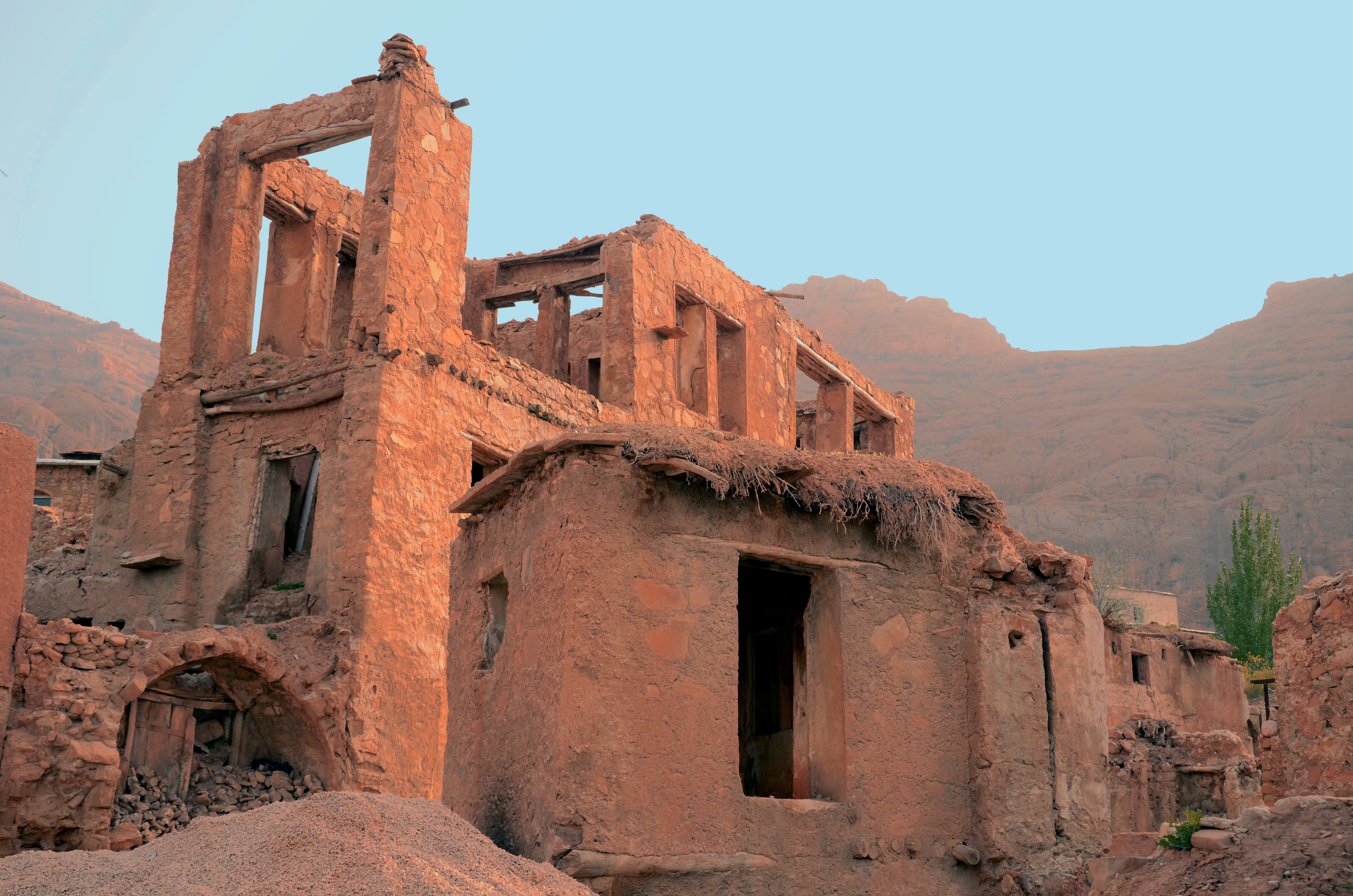
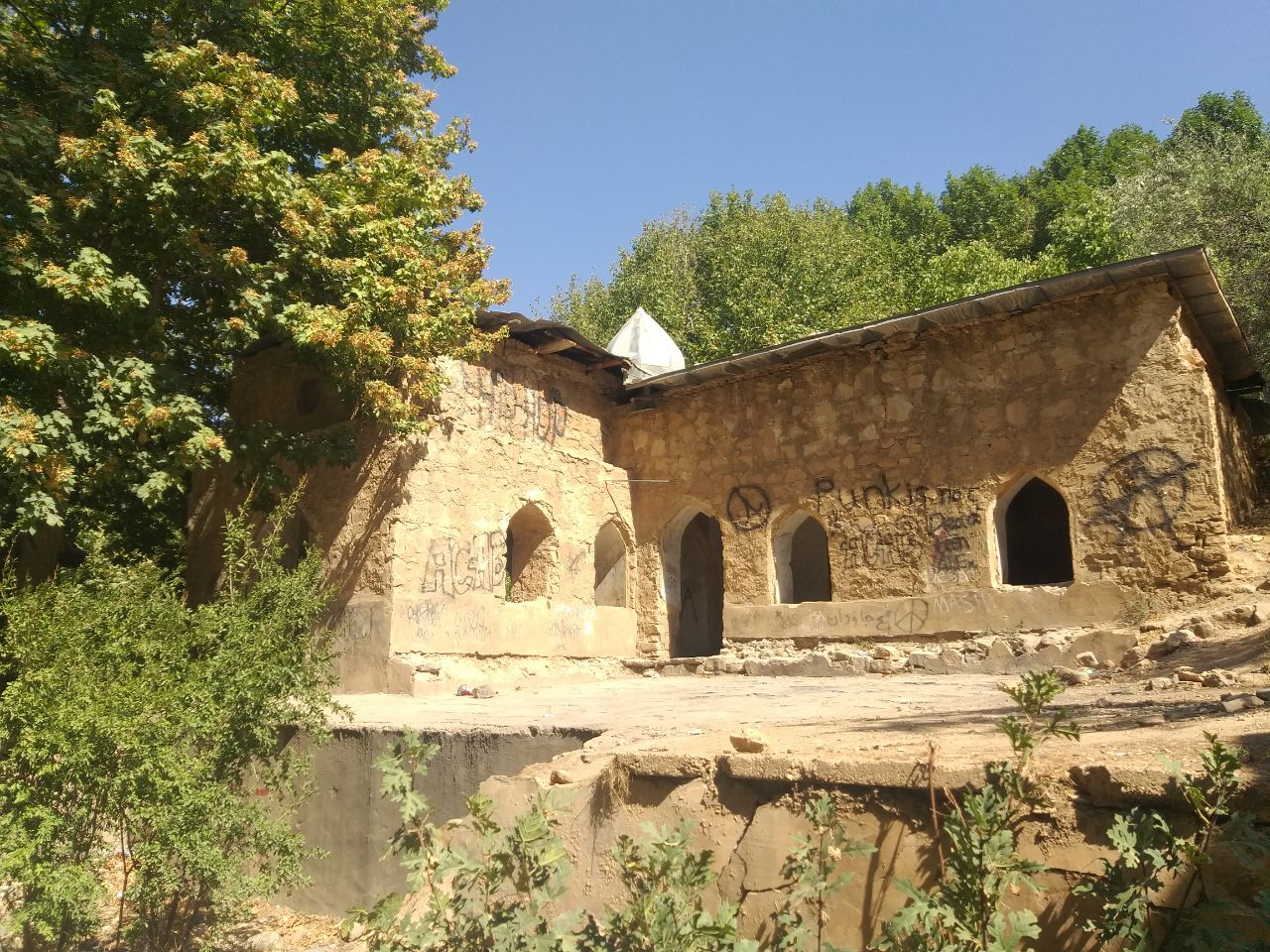
کلیسای تجلیل مسیح
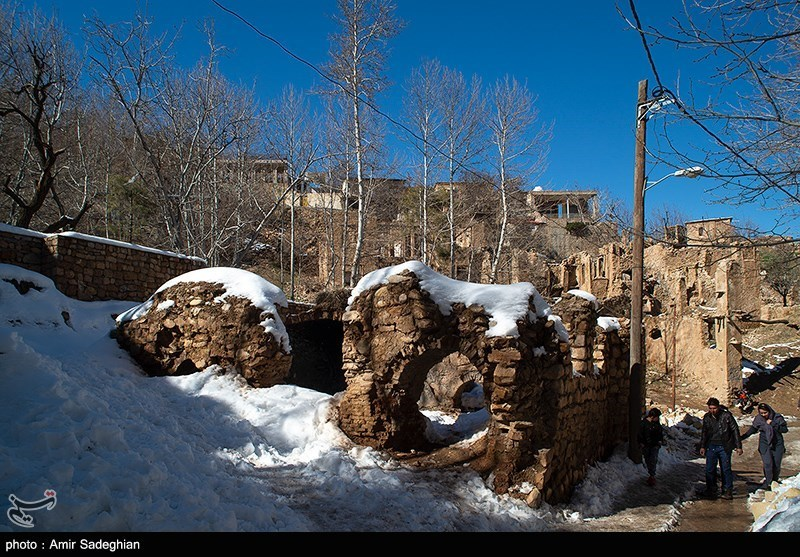
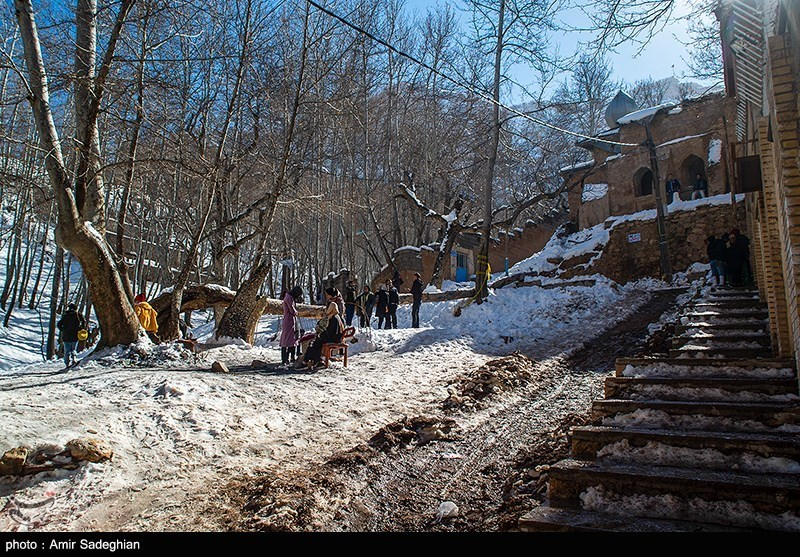
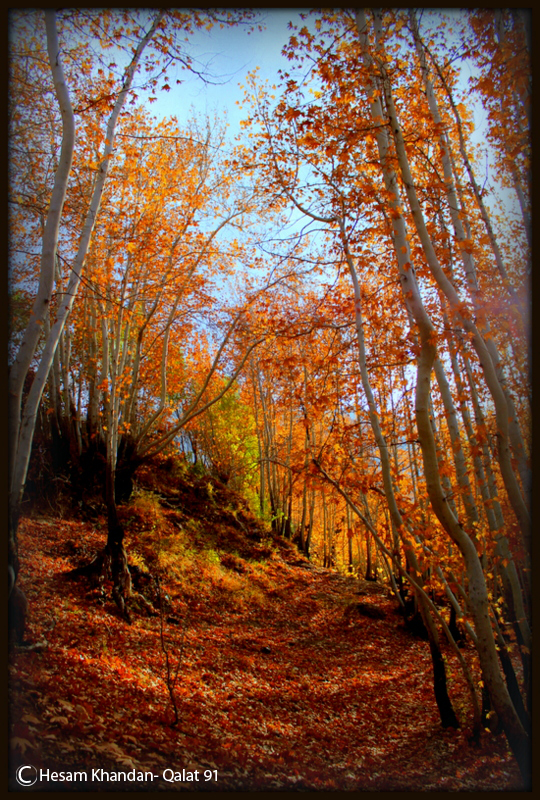
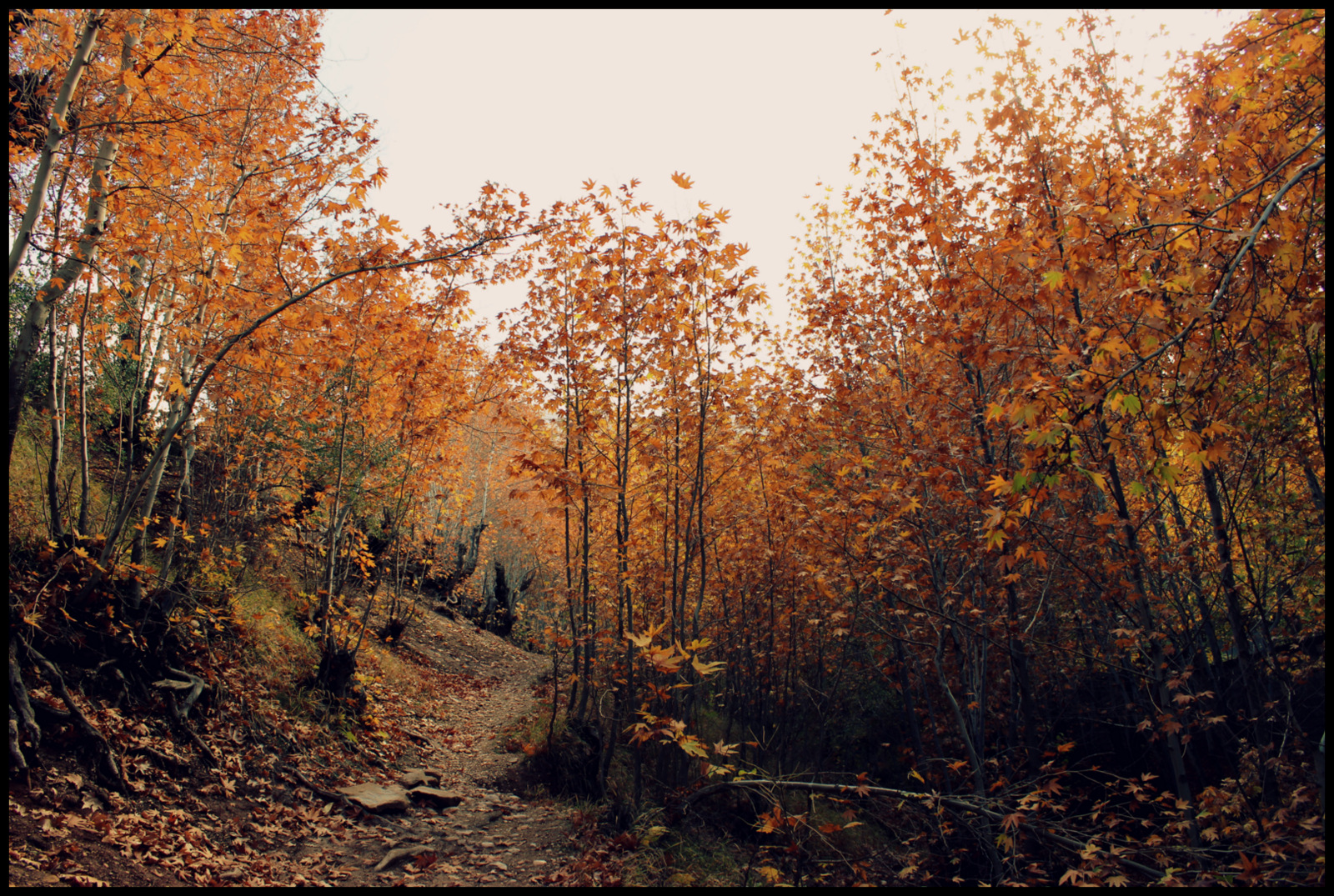
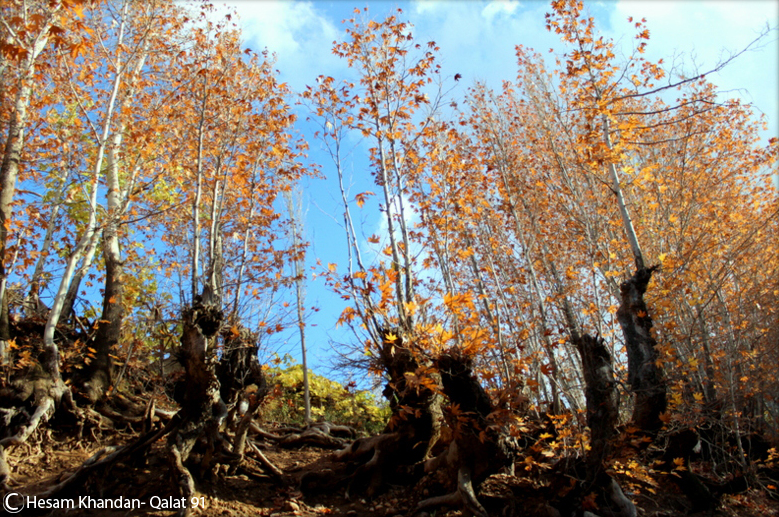
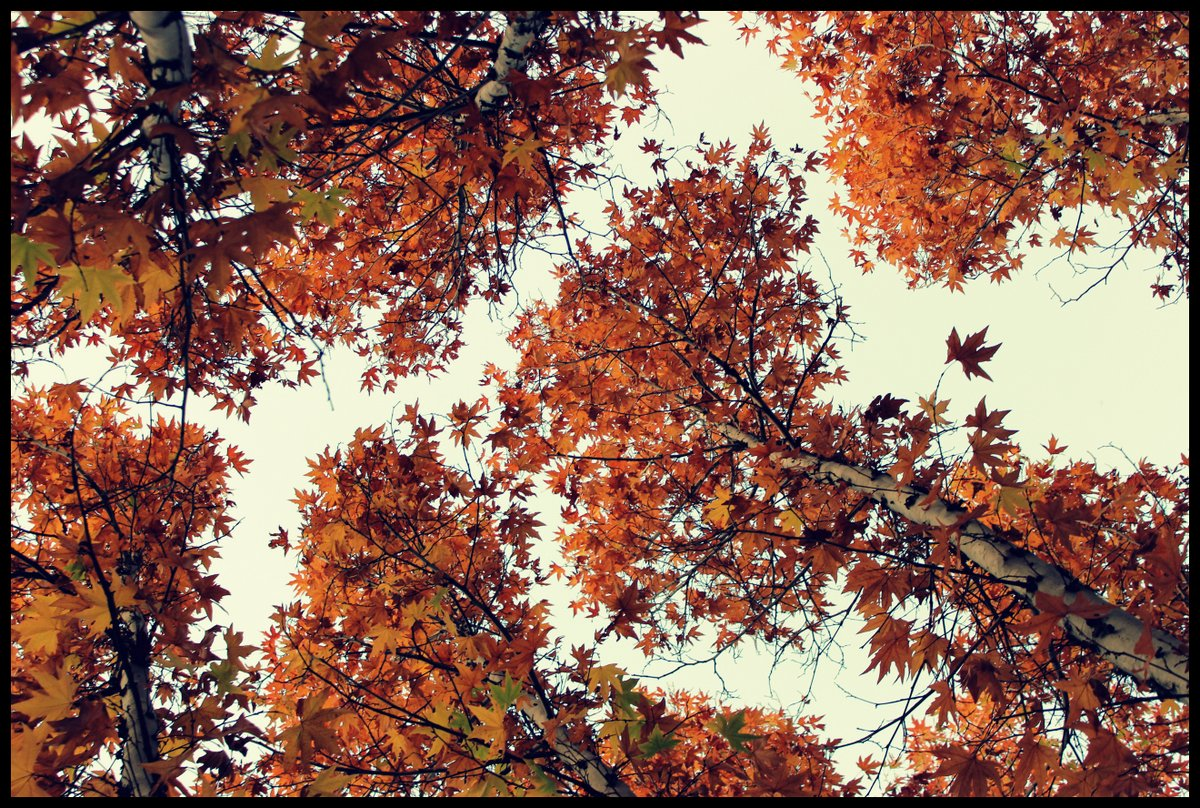